# Москва в Жовтні
«Москва в жовтні» (інша назва: «Боротьба і перемога») — радянський німий чорно-білий кінофільм режисера Бориса Барнета, присвячений революційним подіям 1917 року в Москві. Знятий в 1927 році на кіностудії «Межрабпом-Русь» — до 10-річного ювілею Жовтневої революції. Прем'єра в СРСР 7 листопада 1927 року.

## Сюжет
У картині зображені постановочні сцени жовтневого повстання більшовиків в Москві, а так само й попередні події. Фільм починається сценою зборів людей біля пам'ятника Олександру Сергійовичу Пушкіну, інтертітри: «Після липневих днів йшли безперервні мітинги», що вказує на липень 1917 року. Фільм охоплює події з цієї дати, аж до створення ради народних комісарів на чолі з В. І. Леніним.

## У ролях
- Василь Нікандров — вождь світового пролетаріату, Володимир Ленін
- Іван Бобров — більшовик
- Олександр Громов — червоногвардієць
- Анна Стен — епізод
- Микола Романов — гімназист
- Борис Барнет — епізод
- Яків Толчан — епізод
- Марія Шльонська — працівниця
- Володимир Цоппі — білогвардійський офіцер

## Знімальна група
- Режисер — Борис Барнет
- Сценарист — Олег Леонідов
- Оператори — Костянтин Кузнецов, Яків Толчан, Борис Франциссон
- Художник — Олександр Родченко